# Glororum
Glororum – osada w Anglii, w hrabstwie Northumberland, w dystrykcie (unitary authority) Northumberland, w civil parish Bamburgh. Leży 48 km od miasta Morpeth. W 1951 roku civil parish liczyła 13 mieszkańców.